# Marketing de proximitate

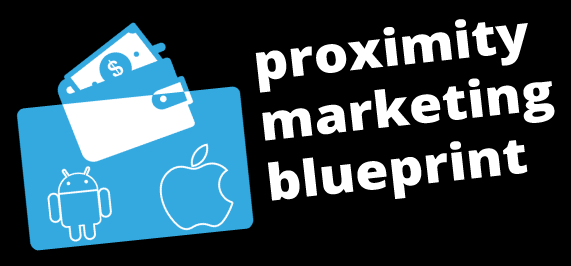
Un logo marketing de proximitate

Marketingul de proximitate, bluetooth marketind, sau bluecasting, este o tehnologie de marketing mobil cu care se pot lansa mesaje publicitare către dispozitive mobile ca smartphone, laptop, PDA, smartwatch, prin bluetooth. 
În general, procesul de comunicare se realizează prin capabilitățile acestor dispozitive mobile de conectare (senzori, aplicații mobile dedicate), și rețelele amplasate în punctele de contact comercial.
Marketingul de proximitate poate fi aplicat în diverse locații, cum ar fi cinematografe, centre comerciale, stații de autobuz, săli de concerte, puncte de acces la informații turistice etc.
IAB (Interactive Advertising Bureau) și Asociația de Marketing Mobil (MMA), au stabilit liniile directoare pentru implementarea corectă și modalitățile de utilizare a campaniilor de bluetooth marketing.
Marketingul de proximitate se bazează pe specificația GSM 03.41ETSI , care definește serviciul de mesaje scurte difuzate mobil și SMS Cell Broadcast, ce permite mesaje de publicitatea sau informații de interes public, difuzate utilizatorilor de telefonie mobilă într-o zonă geografică specificată.

## Funcționare
- Detectarea dispozitivului: sistemul scanează dispozitivele dotate cu bluetooth, ce sunt localizate în zona rețelei de contact.
- Solicitarea permisiunii: pentru fiecare dispozitiv detectat, sistemul trimite o cerere pentru a primi permisiunea de a trimite fișiere.
- Descărcarea conținutului: odată ce utilizatorul acceptă cererea, sistemul trimite fișiere.